# Cratostigma intermedia
Cratostigma intermedia is een zakpijpensoort uit de familie van de Pyuridae. De wetenschappelijke naam van de soort is voor het eerst geldig gepubliceerd in 1993 door Vazquez & Ramos-Espla.